# محمد سويد (لاعب كرة قدم مواليد 1985)
محمد سويد مجرشي (مواليد 2 ديسمبر 1985) هو لاعب كرة قدم سعودي .
لعب سابقاً في أندية الرياض وهجر و الحزم وسدوس و وقع مع نادي الخلود في عام 2016 .

## وصلات خارجية
- محمد سويد مجرشي على موقع Soccerway.com (الإنجليزية)

- محمد سويد مجرشي